# Beasain
Beasain è un comune spagnolo di 12 108 abitanti situato nella comunità autonoma dei Paesi Baschi.
L'economia di Beasain ruota intorno all'industria metalmeccanica. CAF, che produce treni ed attrezzature ferroviarie, è la società più grande.
Tra i nati a Beasain, attualmente i più conosciuti sono il cuoco Karlos Argiñano e il calciatore Gorka Elustondo.